# Suppiluliuma I
Suppiluliuma I (Shuppiluliuma) was een koning van de Hettieten circa 1344 v.Chr. – 1322 v.Chr. Hij verwierf een grote faam als krijgsheer en staatsman door het toen dominante Egyptische Rijk uit te dagen voor controle over de gebieden tussen de Middellandse Zee en de Eufraat.
Suppiluliuma was de zoon van Tudhaliya II en begon zijn carrière als adviseur en generaal van zijn vader vanuit Samuha. In deze hoedanigheid versloeg hij een aantal vijanden van de Hettieten, zoals de Hayasa en de Kaskas. Als reactie verenigden beide vijanden zich toen rond charismatische leiders; Karanni stichtte iets wat moest lijken op een koninklijke hofhouding in Hayasa, terwijl Piyapili hier niet in slaagde voor de Kaskas. Suppiluliuma en Tudhaliya versloegen deze bedreigingen achter elkaar, zodanig dat het Hettitische hof zich weer kon vestigen in Hattusa.
Toen Tudhaliya II stierf, werd hij opgevolgd door zijn zoon Tudhaliya III, de oudere broer van Suppiluliuma. Tudhaliya III werd niet lang daarna afgezet en vermoord. Volgens de zoon, opvolger en biograaf van Suppiluliuma, Mursili II, was het Suppiluliuma die daarachter zat en was dit een misdadige smet op het blazoen van de gehele dynastie.
Hij heroverde gebied van Arzawa tot aan Hapalla. Maar zijn meest blijvende overwinning was tegen het koninkrijk van Mitanni, die hij reduceerde tot een vazalstaat onder zijn schoonzoon Shattiwaza. Hij was tevens een kundig bouwer van grote stenen bouwwerken, versierd met steen reliëfs. Tijdens zijn regime ontwikkelde zich het concept van de onschendbaarheid van de koninklijke leiders.
Suppiluliuma maakte vervolgens gebruik van het tumultueuze regime van farao Achnaton, en nam de macht over van Egyptisch territorium in Syrië, wat aanleiding gaf aan vele Egyptische vazallen om in opstand te komen.

## Huwelijkspolitiek
Suppiluliuma huwelijkte een van zijn zusters uit aan Hakkani (Hukkana) van Azzi-Hayasa, zijn dochter Muwatti aan Mashuiluwas van Mira in Arzawa en een andere dochter aan Shattiwaza, de zoon van Tushratta van Mitanni. Zelf huwde hij na zijn eerste huwelijk met Henti met een babylonische prinses, Malignal. Dit was de dochter van koning Burnaburiash II. Na het huwelijk nam Malignal de titel Tawananna aan. De uithuwelijking van zijn zoon Zannanza zou grote gevolgen hebben.

### Zaak-Zannanza
Zijn successen stimuleerden een weduwe van de Egyptische koning om hem te schrijven met het verzoek om een van zijn zonen als huwelijkskandidaat te sturen, en zo Egypte te besturen, aangezien zij zelf geen opvolging had en ze op het punt stond om gedwongen te worden te trouwen met de vizier van haar echtgenoot, Ay. Wie deze koningin is, is niet direct duidelijk, aangezien Dahamunzu Hettitisch is voor 'de vrouw van de koningin'. Een mogelijke kandidate is Nefertiti, weduwe van Echnaton. Aangezien de koningin echter geen zonen had, is het waarschijnlijker dat het Anchesenamon betreft, weduwe van Toetanchaton.
Suppiluliuma stuurde een gezant, Hattusa-ziti, naar Egypte om het verzoek te onderzoeken; deze rapporteerde dat de situatie accuraat was beschreven, en nadat de mee terug gereisde Egyptische gezant Hani hem toesprak, besloot de koning om akkoord te gaan en zijn vierde van zijn vijf zonen te sturen. Helaas werd prins Zannanza op weg vermoord, en de huwelijksalliantie werd nooit geconsummeerd.
Suppiluliuma was woest over deze onverwachte wending en ontketende zijn troepen tegen de vazalstaten van Egypte in Kanaän en noordelijk Syrië, en veroverde zo veel gebied. Echter, veel van zijn Egyptische gevangenen waren dragers van de pest, die uiteindelijk het Hettitische kerngebied zou teisteren en leidde tot de dood van zowel Suppiluliuma I als zijn opvolger Arnuwanda II.

## Documentatie
De Daden van Suppiluliuma, na zijn dood samengesteld door zijn zoon Mursili II, is een belangrijke primaire bron voor de 14e eeuw v.Chr. Een van Suppiluliuma's brieven, gericht aan Achnaton, is bewaard gebleven in de Amarna-brieven (EA 41). Het beschrijft zijn verlangen om de goede relaties die bestonden tussen Egypte en de Hettieten onder Achnatons vader Amenhotep III te continueren onder Achnatons nieuwe regime.